# 大比利
大比利（法語：Billy-le-Grand）是法国马恩省的一个市镇，属于尚帕尼地区沙隆区（Châlons-en-Champagne）叙伊佩县（Suippes）。该市镇总面积7.26平方公里，2009年时的人口为103人。

## 人口
大比利人口变化图示